# Milchbildungszellen
Die Milchbildungszellen auch (Milchbläschen, Alveolen) befinden sich in den Drüsenbläschen, die wiederum das Drüsenläppchen bilden. 
Drüsenläppchen sind Teil des Drüsengewebes und bilden somit die Hauptmasse der aus mehreren Mammarkomplexen zusammengesetzten Milchdrüsen.

## Aufbau

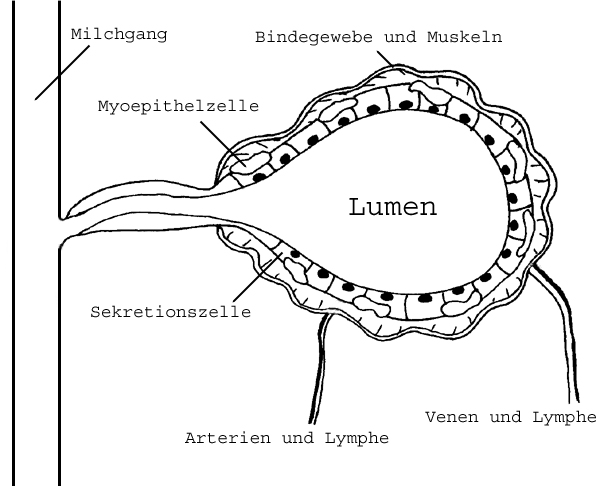
Alveole

Alveolen besitzen ein einschichtiges Epithel. Dieses ist im leeren Zustand zylindrisch und im gefüllten abgeplattet.

## Funktionsweise
Das Epithel schnürt bei der Milchbildung seine Zellkuppen ab und gibt sie in das Lumen (Alveolarhöhlen) (apokrine Sekretion). Mit Hilfe der Arterien und Venen gelangen Nährstoffe (Wasser, Vitamine, Mineralstoffe), die durch die Zellmembran treten, zu den Alveolen. 

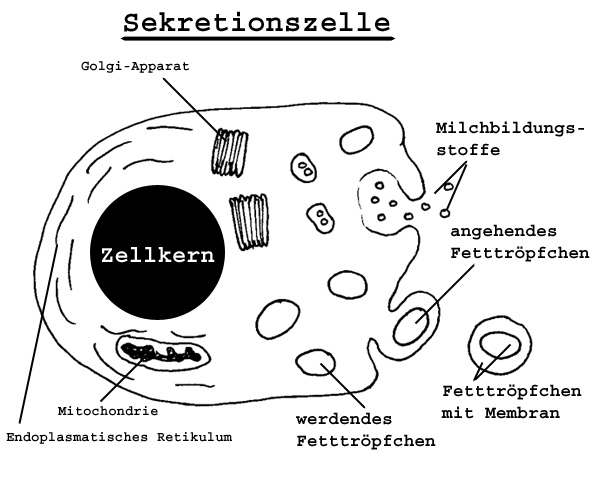
Sekretionszelle

Bestimmte Milchbestandteile werden durch die Sekretionszellen des Alveolarepithels synthetisiert. Die synthetisierten Stoffe (Milchzucker, Milchfett, Milcheiweiß) sammeln sich im Cytoplasma der Sekretionszelle und werden dann in das Lumen gepresst. Hier wird das Weiterfließen in die Milchgänge durch Kapillar- und Adhäsionskräfte verhindert.
Die Alveolen, Milchgänge und Zisternen der Milchdrüse bilden die Grundlage der Milchspeicherung.